# Jammerbugt Asylafdeling
Jammerbugt Asylafdeling er en enhed under Jammerbugt Kommune, der driver en række asylcentre i Nordjylland. Det første center var Brovst Asylcenter beliggende ved Tranum i det daværende Brovst Kommune, der 1. august 2003 blev overtaget fra Røde Kors. Pr. 1. januar 2015 skiftedes navnet fra Brovst Asylcenter til Jammerbugt Asylafdeling.
Målsætningen er ifølge afdelingens hjemmeside, at asylcentrene så vidt muligt skal være integrerede i lokalsamfundet. Holdningen er at asylansøgerne skal ses som almindelige mennesker, der befinder sig i en ualmindelig situation. Centrene finansieres af staten, ikke kommunen.

## Centre
I 2009 blev det daværende Brovst Asylcenter udvidet fra et til to centre, så der var Center Tranum (hovedcenter) og Center Brovst. Fra 2012 indledtes samarbejde om asylcentre i andre kommuner. Da antallet af asylansøgere steg i 2014, kom syv nye centre i Sønderjylland til. Afdelingen administrerer nu foruden de to asylcentre i Jammerbugt Kommune også seks centre i Hjørring og Brønderslev Kommuner.

### Center Tranum
Center Tranum, der ligger i byen Tranum, er et af landets ældste stadig fungerende asylcentre, og det er hovedcentret i Jammerbugt Asylafdeling. Center Tranum blev oprettet i 1994 og er siden 2003 blevet drevet af Brovst Kommune, nu Jammerbugt Kommune. Asylansøgerne på Center Tranum har mulighed for at spille håndbold, fodbold, basketball, volleyball og der er legepladser til børnene. På Center Tranum er der plads til 348 asylansøgere.
Med udgangen af april 2019 lukkede de to asylcentre i Brovst og Tranum, og dermed slutter over 25 års asylhistorie i området.

### Center Dronninglund
I 2015 blev Center Dronninglund oprettet. Udlændingestyrelsen indgik en aftale med Region Nordjylland om at leje det tidligere sygehus, der ligger i Dronninglund til asylansøgerne. På Center  Dronninglund er der plads til 199 beboere.

### Center Gunderuplund
Center Gunderuplund blev oprettet i juli 2015 i Hjørring Kommune. Center Gunderuplund blev bygget for at enlige flygtninge, både mænd og kvinder, kunne bo der. Centeret har plads til 150 beboere og har fodboldbane, basketballbane og beachvolleybane.
Center Gunderuplund vil blive lukket i 2018.

### Center Vrå
Center Vrå blev oprettet i 2013. Jammerbugt Asylafdeling indgik en aftale med Hjørring Kommune om at leje plejehjemmet Møllegården, der ligger i byen Vrå. I 2014 fik Center Vrå brug for mere plads og Jammerbugt Asylafdeling indgik derfor en lejeaftale med Region Nordjylland om at leje misbrugscentret Foldbjergcentret, der ligger i Aalborg. Center Vrå på Møllegården har plads til 113 beboere, mens den anden afdeling på Foldbjergcentret har plads til 122 beboere.
Foldbjergcentret bliver lukket frem mod sommeren 2018.

### Center Brovst
Center Brovst blev oprettet i 2009. Center Brovst hører til i de bygninger, der engang tilhørte Brovst Sygehus. På Center Brovst er der plads til 115 beboere. Oven i sygehusbygningen er der 80 boliger, der hører til centret.

## Jammerbugt asylafdelings fremtid
Siden 2015 er antallet af asylansøgere til Danmark faldet, og det har gjort at 80% af alle danske asylcentre er lukket i 2016-2017. Frem mod sommeren 2018 vil flere centre lukke, bl.a. skal to af Jammerbugt Asylafdelings asylcentre lukke. I hele Danmark lukkede 43 asylcentre i 2016, og i 2017 lukkede 30. Jammerbugt asylafdeling lukker endegyldigt maj 2019.